# لا کامپانا
لا کامپانا (به اسپانیایی: La Campana) یک دهستان در اسپانیا است که در استان سبیا واقع شده‌است. لا کامپانا ۱۲۵ کیلومتر مربع مساحت و ۵٬۲۳۶ نفر جمعیت دارد و ۱۳۴ متر بالاتر از سطح دریا واقع شده‌است.